# Atela
Atela es una entidad de población española del municipio de Munguía, perteneciente a la provincia de Vizcaya, en la comunidad autónoma del País Vasco.

## Historia
Hacia finales del siglo XIX, el lugar, ya por entonces perteneciente a Munguía, tenía contabilizada una población de alrededor de veinte habitantes. Aparece descrito en el primer volumen del Diccionario geográfico, estadístico, histórico, biográfico, postal, municipal, marítimo y eclesiástico de España y sus posesiones de ultramar de Pablo Riera y Sans con las siguientes palabras:

ATELA.—B. agreg. al ayunt. de Mungía, del que dista 2'3 k. Cuenta sobre unos 20 hab. y 6 edif.—Org. civ. Corresponde á la prov. de Vizcaya, y pertenece al 3.er dist. de su part. jud. para las elecciones de diputados provinciales y al dist. de Guernica para las de Córtes.—Org. mil. C. G. de las Provincias Vascongadas y C. M. de Vizcaya.—Org. ecle. Pertenece á la misma dióc. á que corresponde su municipio. Tiene un pequeño templo bajo la advocacion de San Antonio Abad.—Org. jud. Forma parte del part. jud. de Guernica y está sujeto á la aud. territ. de Búrgos.—Org. econ. Para el pago de contr. depende este agreg., lo mismo que su municipio, de la admon. econ. de Bilbao.—S. púb. Recibe y emita la corr. por cn. de Bilbao á Mungía.—Ob. púb. y med. de com. Usa los mismos caminos de que dispone su ayunt.—Art., of. ind. La mayor parte de sus vec. se dedica á la agricultura.—Pob. Es sumamente reducida y las pocas casas con que cuenta nada tienen de particular.—Sit. geog. y top. Se halla enclavado en la demarcacion jurisdiccional del ayunt. de que forma parte, y otro tanto acontece con sus límites. De éstos y de sus prod. nos ocuparemos al tratar de su ayunt.
(Riera y Sans, 1881, p. 914)

En 2022, tenía empadronados 181 habitantes.